# Episodi di Better Things (seconda stagione)
La seconda stagione della serie televisiva Better Things, composta da 10 episodi, è stata trasmessa negli Stati Uniti su FX dal 14 settembre al 16 novembre 2017.
In Italia la stagione è stata distribuita su Star (Disney+) il 5 gennaio 2022.
| n° | Titolo originale | Titolo italiano     | Prima TV USA      | Prima TV Italia |
| -- | ---------------- | ------------------- | ----------------- | --------------- |
| 1  | September        | Settembre           | 14 settembre 2017 | 5 gennaio 2022  |
| 2  | Rising           | Tempo per sé        | 21 settembre 2017 | 5 gennaio 2022  |
| 3  | Robin            | Viaggio sulla Luna  | 28 settembre 2017 | 5 gennaio 2022  |
| 4  | Sick             | Malata immaginaria  | 5 ottobre 2017    | 5 gennaio 2022  |
| 5  | Phil             | Prenditi cura di me | 12 ottobre 2017   | 5 gennaio 2022  |
| 6  | Eulogy           | Elogio              | 19 ottobre 2017   | 5 gennaio 2022  |
| 7  | Blackout         | Blackout            | 26 ottobre 2017   | 5 gennaio 2022  |
| 8  | Arnold Hall      | Arnold Hall         | 2 novembre 2017   | 5 gennaio 2022  |
| 9  | White Rock       | White Rock          | 9 novembre 2017   | 5 gennaio 2022  |
| 10 | Graduation       | Sogno o son desto   | 16 novembre 2017  | 5 gennaio 2022  |